# 江珊 (正德進士)
江珊（1482年—？），字國珍，號山泉，直隸望江縣人，錦衣衛官籍，明朝政治人物。

## 生平
正德十一年（1516年）丙子科順天府鄉試第七名舉人。正德十二年（1517年）聯捷丁丑科會試第八十三名，登第二甲第一百零五名進士。兵部观政，授工部主事，十六年（1521年）十二月会同巡按御史、天津兵备督理新河工程。升员外、郎中，出为山东青州府知府，閑住。

## 家族
曾祖江保；祖父江通；父江傑。嫡母蕭氏；生母王氏。永感下。兄江璽（指挥佥事）、江璁（百户）。弟江瓒（義官）。